# Slavětín (district d'Olomouc)
Pour les articles homonymes, voir Slavětín.
Slavětín (en allemand : Slawietin) est une commune du district et de la région d'Olomouc, en République tchèque. Sa population s'élevait à 196 habitants en 2023.

## Géographie
Slavětín se trouve à 8,5 km à l'ouest-sud-ouest de Litovel, à 22,5 km à l'ouest-nord-ouest d'Olomouc, à 59 km au nord-nord-est de Brno et à 188 km à l'est-sud-est de Prague.
La commune est limitée par Bouzov au nord-ouest, par Bílá Lhota au nord, par Měrotín au nord-est, par Litovel à l'est, par Luká au sud et à l'ouest.

## Histoire
La première mention écrite de la localité date de 1275.

## Transports
Par la route, Slavětín se trouve à 11 km de Litovel, à 26,5 km d'Olomouc, à 80 km de Brno et à 242 km de Prague.